# Rio Alfusqueiro
O rio Alfusqueiro é um rio português, afluente do Rio Águeda que nasce na serra do Caramulo no concelho de Vouzela perto de Carvalhal de Vermilhas; passa por Cambra, Campia, Destriz e Préstimo indo desaguar em Bolfiar no rio Águeda depois de atravessar os municípios de Vouzela, Oliveira de Frades, Sever do Vouga e Águeda e percorrer 49 quilómetros.

## Afluentes
- Rio do Couto
- Ribeiro de Farvinho
- Ribeiro das Macieiras
- Ribeiro de Cambarrinho
- Rio do Carregal
- Rio Alcofra
- Corga da Barrosa
- Corga do Cochêdo
- Corga do Pardinho

## Praias Fluviais
- Praia Fluvial do Alfusqueiro[2]

## Barragens
- Barragem de Cercosa
- Barragem das Cainhas
- Barragem do Cortez